# Anuga constricta
Anuga constricta är en fjärilsart som beskrevs av Achille Guenée 1852. Anuga constricta ingår i släktet Anuga och familjen nattflyn. Inga underarter finns listade i Catalogue of Life.